# 認命
人類心理中的接受（或稱認命，英語：
）是一個人對現實情況的同意，承認一個過程或情況（通常是令人感到消極或不舒服的情況）而不試圖改變它或抗議它。 這個概念與默許的意思很接近。在當代漢語語境中，認命指的是「聽從命運的安排」。